# Linkuang (köpinghuvudort i Kina, Hubei Sheng, lat 31,30, long 112,42)
Linkuang är en köpinghuvudort i Kina. Den ligger i provinsen Hubei, i den centrala delen av landet, omkring 190 kilometer nordväst om provinshuvudstaden Wuhan. Antalet invånare är 41 410. Befolkningen består av 20 435 kvinnor och 20 975 män. Barn under 15 år utgör 10,0 %, vuxna 15-64 år 77 %, och äldre över 65 år 11,0 %.
Runt Linkuang är det ganska tätbefolkat, med 230 invånare per kvadratkilometer. Närmaste större samhälle är Huji, 18,2 km nordväst om Linkuang. Trakten runt Linkuang består till största delen av jordbruksmark.
Genomsnittlig årsnederbörd är 1 149 millimeter. Den regnigaste månaden är augusti, med i genomsnitt 194 mm nederbörd, och den torraste är december, med 19 mm nederbörd.